# Sulfonylurée
 (juillet 2017).

Chlorpropamide

Tolbutamide

Tolazamide

Gliclazide

Les sulfonylurées sont une classe de composés comportant un groupe sulfonyle lié à un groupe urée (carbamide).
Ils sont aussi appelés sulfamides hypoglycémiants, et sont une classe d'antidiabétiques utilisés dans le suivi du diabète sucré de type 2. Ils agissent par accroissement de la libération d'insuline par les cellules bêta du pancréas.
Les sulfonylurées peuvent également avoir une action herbicide, en inhibant l'acétolactate synthase (ALS) responsable de la croissance végétale. Par ingénierie génétique, du soja, du colza, du maïs ou des œillets tolérants aux sulfonylurées ont été créés, certains relevant clairement des OGM,.

## Molécules de cette classe
Première génération :
- chlorpropamide (en) ;
- tolbutamide ;
- tolazamide (en).

Seconde génération :
- glipizide (utilisée dans le diabète de type II)[3] ;
- gliclazide (utilisée dans le diabète de type II) ;
- glibenclamide (ou glyburide) (utilisée dans le diabète de type II) ;
- glimépiride (utilisée dans le diabète de type II) ;
- gliquidone (en).

## Chimie
En ce qui concerne la structure chimique, voir chacun des membres de cette classe pharmaceutique.
Toutes les sulfonylurées ont un noyau urée central portant deux chaînes : une aromatique de type phényl et l'autre aliphatique linéaire ou cyclique.

## Pharmacologie

### Mécanisme d'action
Les sulfonylurées vont agir au niveau de la cellule bêta-pancréatique en inhibant les canaux potassiques ATP-sensibles. La fermeture de ces canaux induit un arrêt du flux sortant d'ions K+ de la cellule, et donc une dépolarisation au niveau de sa membrane. Cette dépolarisation active par la suite des canaux calciques voltage-dépendants, induisant un flux entrant d'ions Ca2+ qui va provoquer l'exocytose des vésicules contenant l'insuline.
Les sulfonylurées stimulent donc la sécrétion d'insuline par les cellules bêta du pancréas.

## Utilisations
Elles sont utilisés en deuxième intention dans le traitement du diabète de type 2. Il n'y a, toutefois, aucune preuve de son efficacité quant à la réduction du risque de survenue d'une maladie cardio-vasculaire. Il existe même une suspicion d'augmentation de ce risque,.
Elles sont également utilisées en agriculture dans les produits phytosanitaires pour désherber les cultures des monocotylédones et des dicotylédones.

## Effets secondaires
Les sulfonylurées, contrairement à la metformine et les thiazolidinediones, peuvent induire une hypoglycémie, aussi favorisée par la consommation d'alcool, le jeûne ou un exercice physique inhabituel.
Elles peuvent produire des réactions gastro-intestinales (nausées, vomissements, pesanteur gastrique, sensation de réplétion) et des réactions d'hypersensibilité (démangeaisons, éruptions cutanées, urticaire, exanthème, photosensibilité).
Dans de rares cas, des troubles visuels peuvent apparaître au début du traitement. Elles peuvent réduire la vitesse de réaction et la vigilance du patient. Par conséquent, elles diminuent la capacité à conduire un véhicule. Il faut savoir que le diabète à moyen ou long terme réduira cette capacité, notamment par la baisse de l’acuité visuelle.

## Contre-indications
- Insuffisance rénale sévère
- Insuffisance hépatique sévère
- Insuffisance thyroïdienne
- Insuffisance cortico-adrénale
- Porphyrie
- Grossesse
- Allaitement
- Patient de plus de 65 ans
- Diabète insulinodépendant
- Éthylisme

## Interactions médicamenteuses
- Alcool
- Avec les médicaments contenant du miconazole
- Avec les médicaments contenant de la phénylbutazone ou du danazol

## Historique
La découverte des antidiabétiques oraux remonte à la deuxième moitié du XIXe siècle. L'effet hypoglycémiant de certains sulfamides antibactériens est montré en 1942 par Marcel Janbon à Montpellier et prouvé expérimentalement par Auguste Loubatières,.
En 1942, à Montpellier, Janbon et son équipe découvrent les effets hypoglycémiants d'un sulfonamide.